# Dinan
Dinanⓘ – miejscowość i gmina we Francji, w regionie Bretania, w departamencie Côtes-d’Armor. W 2013 roku populacja ówczesnej gminy wynosiła 11 440 mieszkańców. 
Dnia 1 stycznia 2018 roku połączono dwie wcześniejsze gminy: Dinan oraz Léhon. Siedzibą gminy została miejscowość Dinan, a nowa gmina przyjęła jej nazwę.

## Współpraca
Miejscowość partnerska:
- Dinant, Belgia